# Kubo Tite
Kubo Noriaki (久保 宣章; Fucsú, Hirosima prefektúra, 1977. június 26. –) vagy ismertebb nevén Kubo Tite (久保 帯人; Kubo Taito) egy japán képregénykészítő (mangaka). Leghíresebb mangasorozata a Bleach.

## Pályafutása
A Dragon Ballon és az Akirán nőtt fel, ez a két anime inspirálta arra, hogy manga rajzoló legyen. Kubo a középiskolában kezdett mangákat rajzolni. Harmadévesen írta meg az első mangáját, a Zombiepowdert. Elindult vele egy Súkan Sónen Jump versenyen, de vesztett a kevés tapasztalata miatt. De a magazin szerkesztői felhívták, és azt javasolták, hogy dolgozzanak rajta együtt. Végül a Zombiepowdert 1999-ben kezdték közölni (a Súkan Sónen Jumpban), de négy kötet után törölték a magazinból. Nem sokkal ezután Kubo elkezdett írni egy másik mangát, a Bleach-t, és elküldte a Súkan Sónen Jumpnak abban a reményben, hogy megjelentetik, de visszautasították a Yu Yu Hakusho-hoz való hasonlósága miatt. Kubo elbátortalanodott munkája visszautasítása miatt. De Torijama Akira, a Dragon Ball készítője, elolvasta a mangát, amit Kubo küldött és hallotta, hogy visszautasították, ezért bátorító levelet írt a fiatal alkotónak, aki ezáltal visszanyerte az önbizalmát és újra elkezdte írni a mangáját. Nem sokkal később, kiadták a Bleach első fejezetét Japánban, 2001. augusztusában.
Ezután a Bleach heti rendszerességgel jelent meg a Súkan Sónen Jumpban. Rögtön hatalmas sikert aratott, a magazin mind a mai napig heti rendszerességgel jelenteti meg a Bleach fejezeteit. 2004-ben aztán anime változat is készült belőle, ami máig a TV Tokyo egyik legnépszerűbb műsora.

## Érdekességek
- Kubo csinálja a karakterek vázlatát az animéhez, ami nagyon ritka a mangakák között.
- Amikor megkérdezték, hogy kit látna legszívesebben harcolni egymás ellen a Bleach karakterek közül, Kubo azt mondta, hogy vagy Sunszuit és Ukitakét, vagy Icsigót és Kaient, de az utóbbi lehetetlen lenne az utóbbi halála miatt.
- A Bleach-nek több, mint 7 millió kötetét adták el világszerte.
- Kubo szereti a teljes csöndet, amikor a mangáján dolgozik, főleg azt nem szereti, amikor a rádió be van kapcsolva.
- Nem szeretné, ha a Bleach-ből élőszereplős film készülne.
- Érdekli őt az iparművészet és az építészet, és egy olyan munkát választott volna, ami ezekkel kapcsolatos, ha nem lett volna mangaka.
- A kedvenc mangakája Jun Kóga, a Loveless készítője.

## Munkái
One-Shot
- Fire in the Sky (1995)
- Ultra Unholy Hearted Machine (1996)
- Rune Master Urara (1996)
- Bad Shield United (1997)
- Burn the Witch one-shot (2018)
- Bleach one-shot, 20. évfordulós fejezet (2021)

Sorozatok
- Zombiepowder (1999–2000)
- Bleach (2001–2016)
- Burn the Witch (2020-)

Videojátékok
- cím nélküli Sakura Wars-játék (vezető szereplőtervező)[1]

Egyéb
- Bleach All Colour But The Black (Artbook)
- Bleach Official Bootleg (Artbook)
- Bleach Official Character Book SOULs
- Bleach Official Anime Guide Book VIBEs

## Fordítás
- Ez a szócikk részben vagy egészben  a   Tite_Kubo című angol Wikipédia-szócikk fordításán alapul.  Az eredeti cikk szerkesztőit annak laptörténete sorolja fel. Ez a jelzés csupán a megfogalmazás eredetét és a szerzői jogokat jelzi, nem szolgál a cikkben szereplő információk forrásmegjelöléseként.